# Bajo sajón
El bajo sajón o bajo alemán occidental (en alemán: Niedersächsisch, pronunciación: /ˈniːdɐˌzɛksɪʃ/ⓘ o Westniederdeutsch, pronunciación: /ˈvɛstˌniːdɐdɔɪ̯t͡ʃ/ⓘ; en bajo sajón Nedersaksisch o Neddersassisch) es una variedad del idioma bajo alemán conocido por 5 millones de alemanes; lengua regional cooficial de ocho estados federados. Es la lengua de la población sajona de la zona del norte de Alemania: Baja Sajonia, Westfalia, Schleswig-Holstein, Mecklemburgo-Pomerania Occidental y Sajonia-Anhalt.
La población del actual estado federado de Sajonia no habla esta variedad del bajo alemán, sino un dialecto del alto alemán. Esto se debe a que esta zona recibió ese nombre a partir del siglo XII, cuando el segundo Ducado de Sajonia incorporó territorios muy al sudeste de la Sajonia original; dado que posteriormente perdió la soberanía sobre los territorios étnicamente sajones, el nombre del territorio perdió correspondencia con el de su población.
El bajo sajón también lo habla aproximadamente un millón y medio de personas en las provincias nororientales de los Países Bajos, aunque con léxico y gramática propios, razones por las cuales se le llama bajo sajón neerlandés.
Los enclaves no europeos más grandes del bajo sajón se encuentran en Norteamérica, sobre todo en los estados del medio oeste de los Estados Unidos.

## Historia
El bajo sajón es el descendiente del sajón antiguo, que es también una de las lenguas ancestrales del inglés y del escocés.
Después de la cristianización y de la subyugación por Carlomagno, la nación sajona encontró la riqueza y el poder gracias al comercio, sobre todo al comercio marítimo. La extensión comercial de la Liga Hanseática sajona alrededor del mar Báltico y en la costa noruega, con representaciones diplomáticas en Gran Bretaña, los Países Bajos, Bélgica y Rusia, fomentó una extensión de la lengua sajona a lo largo de la mayor parte de la Edad Media. El sajón medio se usaba como una lengua franca internacional durante aquel período, y sus influencias transformaron las lenguas escandinavas. Además, durante y después de aquel período influyó el sajón medio en el casubio, el estonio y las lenguas bálticas.

## Extensión
La zona lingüística del bajo sajón comprende los estados de Baja Sajonia, Renania del Norte-Westfalia (la parte de Westfalia), Bremen, Hamburgo, Schleswig-Holstein y Sajonia-Anhalt (las zonas al noroeste de Magdeburgo) así como el noreste de los Países Bajos (bajo sajón neerlandés, hablado en Groningen, Drenthe, Overijssel y el norte de Güeldres) y el sur de Dinamarca (Schleswigsch, hablado por los alemanes del norte de Schleswig).
Al sur, las líneas de Benrath y de Uerdingen conforman la frontera con la zona lingüística de los dialectos del alemán central occidental, pertenecientes al alto alemán.

## Clasificación

Extensión de los dialectos bajo-sajones y neerlandeses modernos. El bajo sajón descrito en este artículo comprende los siguientes dialectos: Nordniedersächsisch (3), Holsteinisch (2), Schleswigisch (1), Ostfriesisch (4), Ostfälisch (7), Westfälisch (6) y los dialectos bajo sajones neerlandeses (5).

### Westfälisch(westfaliano)
El westfaliano (Westfälisch) se habla en Westfalia y en la región de Osnabrück (Alemania).
Las principales ciudades en las que se habla son Dortmund (en westfaliano Düörpm), Essen, Bochum, Bielefeld, Gelsenkirchen (en westfaliano Gelsenkiärken) y Münster (en westfaliano Mönster). Fuera de la Europa germanoparlante, el westfaliano es el idioma cooficial del municipio brasileño de Westfália (Rio Grande do Sul) desde el año 2016.
Es uno de los dialectos del alemán con mayor número de hablantes y ha influido en gran medida al alemán estándar hablado en Westfalia: a título de ejemplo, suele citarse el uso del término plästern para 'llover' y de dat como artículo neutro. Otro elemento del bajo sajón es la pronunciación de la g final de forma análoga a la alemana ch, por ejemplo, en las palabras König y Tag (en español 'rey' y 'día' respectivamente).
El westfaliano se puede dividir en las siguientes variedades dialectales:
- el Mönsterlänner Platt, que se habla en Münster, Steinfurt y otros municipios vecinos;
- el Westmönsterlänner Platt, hablado en Bocholt, Borken y otros municipios vecinos;
- el Ostwestfäälsch, hablado por un pequeño número de personas en Bielefeld y otros municipios de los alrededores;
- el Südwestfäälsch, hablado en Westfalia, en el Sauerland, en la región del Ruhr, en Gelsenkirchen y Kirchhellen. Hasta el siglo XIX también se hablaba en las ciudades de Essen, Wuppertal y Radevormwald, en Renania.

### Ostfälisch(ostfaliano)
El ostfaliano (Ostfälisch) se habla en la Baja Sajonia y en Sajonia-Anhalt (Alemania).
Las ciudades más grandes en las que se habla son Magdeburgo y Hannover.
El ostfaliano se puede dividir en las siguientes variedades dialectales, todas ellas poco usadas:
- el Heideostfälisch, hablado principalmente en el centro de Baja Sajonia;
- el Elbostfälisch, hablado principalmente en el norte de Sajonia-Anhalt;
- el Göttingisch-Grubenhagensch, hablado principalmente en el sur de Baja Sajonia;
- el Kernostfälisch, hablado principalmente en el sur de Baja Sajonia y más específicamente desde el siglo XIX en la zona de Gifhorn, Oschersleben, Hildesheim, Seesen y Halberstadt.

### Nordniedersächsisch(bajo sajón septentrional)
El Nordniedersächsisch (en bajo sajón Noordneddersassisch) es la variedad más grande del dialecto bajo-sajón. Se habla en Baja Sajonia, Bremen, Schleswig-Holstein y Hamburgo (Alemania). Una variedad suya se habla en Jutlandia (Dinamarca).
Los escritores Klaus Groth y Fritz Reuter publicaron sus escritos en este dialecto.
El Nordniedersächsisch se puede dividir en las siguientes variedades dialectales:
- el Dithmarsch;
- el Ollnborger Platt, hablado en Bremen y Baja Sajonia;
- el Sleswigsch, hablado en Schleswig-Holstein (Alemania) y en Jutlandia (Dinamarca);
- el Holsteener Platt, hablado en Schleswig-Holstein;
  - el  Hamburger Platt, habla propia de la ciudad de Hamburgo;
- el Nordhannoversch, hablado en Baja Sajonia;
- el Ostfräisk plat, hablado en Baja Sajonia por el pueblo frisón;
- el Emslänner Platt.

### Nederlands Nedersaksisch(bajo sajón neerlandés)

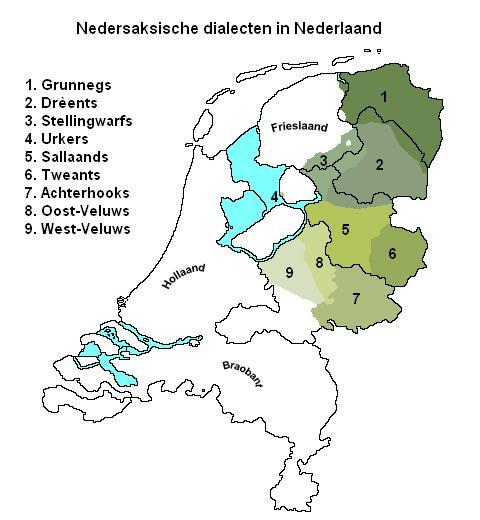
Dialectos del bajo sajón neerlandés

El bajo sajón neerlandés (Nederlands Nedersaksisch) es un derivado del bajo sajón que se habla en los Países Bajos. Desde 1998 está protegido como una lengua regional de la Unión Europea.
Las principales ciudades en las que se habla son Enschede, Zwolle, Apeldoorn y Emmen.
El bajo sajón neerlandés tiene muchas variedades, casi todas ellas específicas de la ciudad que les da nombre:
- Gronings (groningués)
- Westerwolds
- Midden-Drents
- Zuid-Drents
- Twentsch
- Twents-Graafschaps
- Stellingwarfs
- Veenkoloniaals
- Gelders-Overijssels, Urks
- Achterhoeks
- Sallands
- Noord-Veluws
- Oost-Veluws
- Kollumerlands

### Missingsch
El Missingsch no es una variante del bajo sajón en sentido estricto, sino una mezcla de bajo sajón y alemán estándar. Se habla en Bielefeld, Bremen, Hamburgo y otras ciudades alemanas.

## Situación actual
El  bajo sajón es una lengua fuertemente fragmentada, y desde 1994 está reconocida y protegida por la Unión Europea. Actualmente, incluso se puede utilizar como lengua administrativa en varios de los estados federados en los que goza de mayor difusión. Su código ISO según la norma ISO 639-2 es nds.
A pesar de su oficialidad y debido al predominio del alto alemán (en Alemania) y del neerlandés (en los Países Bajos), el bajo sajón está extinguiéndose y hoy en día sobrevive casi únicamente en el entorno rural.

### Número de hablantes
En Alemania, se estima el número de hablantes del bajo alemán en seis millones, de los cuales en torno a cuatro millones dominan realmente la lengua. El número de hablantes pasivos, es decir, los que comprenden el bajo alemán, sube según varias fuentes a más de diez millones en Alemania. En los Países Bajos, una encuesta realizada en 2003 por la Universidad de Groninga mostró que aproximadamente 1,5 millones de personas hablaban el dialecto bajo alemán.
En Dinamarca, sólo una parte de la minoría alemana (aprox. 20.000 personas) habla el Nordschleswigsch (o Nordschleswiger Platt). En resumen, el número de hablantes en Europa que dominan razonablemente bien el bajo alemán no excede de los 8 millones.

## Comparativa
| Español           | Bajo sajón | Alemán    | Neerlandés | Inglés                                   |
| ----------------- | ---------- | --------- | ---------- | ---------------------------------------- |
| tierra            | Eerd       | Erde      | aarde      | earth                                    |
| yo como           | ik eet     | ich esse  | ik eet     | I eat                                    |
| agua              | Water      | Wasser    | water      | water                                    |
| fuego             | Füer       | Feuer     | vuur       | fire                                     |
| hombre            | Mann       | Mann      | man        | man                                      |
| mujer             | Fro        | Frau      | vrouw      | woman                                    |
| libertad          | Freeheit   | Freiheit  | vrijheid   | freedom                                  |
| comer             | eten       | essen     | eten       | eat                                      |
| beber             | drinken    | trinken   | drinken    | drink                                    |
| grande            | groot      | groß      | groot      | great                                    |
| pequeño           | lütt       | klein     | klein      | little                                   |
| viejo             | oolt       | alt       | oud        | old                                      |
| madera            | Holt       | Holz      | hout       | wood                                     |
| bosque            | Woold      | Wald      | bos        | forest, (inglés medio weald)             |
| pescado           | Fisch      | Fisch     | vis        | fish                                     |
| fresco            | frisch     | frisch    | fris, vers | fresh                                    |
| casa              | Huus       | Haus      | huis       | house                                    |
| edificio          | Gebüüd     | Gebäude   | gebouw     | building                                 |
| vapor             | Stööm      | Dampf     | stoom      | steam                                    |
| noche             | Nacht      | Nacht     | nacht      | night                                    |
| día               | Dag        | Tag       | dag        | day                                      |
| jugar             | spelen     | spielen   | spelen     | play                                     |
| palabra           | Woort      | Wort      | woord      | word                                     |
| mundo             | Welt       | Welt      | wereld     | world                                    |
| contar (cantidad) | tellen     | zählen    | tellen     | count                                    |
| contar (narrar)   | vertellen  | erzählen  | vertellen  | tell                                     |
| olvidar           | vergeten   | vergessen | vergeten   | forget                                   |
| caminar           | gahn       | gehen     | lopen      | walk                                     |
| pasear            | wannern    | wandern   | wandelen   | wander                                   |
| correr            | lopen      | laufen    | rennen     | run                                      |
| tomar             | nehmen     | nehmen    | nemen      | take (inglés medio nimen, cf. nimble)    |
| comprar           | köpen      | kaufen    | kopen      | buy (inglés antiguo ċēappian, cf. cheap) |
| maravilla         | Wunner     | Wunder    | wonder     | wonder                                   |
| camino            | Weg        | Weg       | weg        | way                                      |
| sangre            | Bloot      | Blut      | bloed      | blood                                    |
| sentir            | föhlen     | fühlen    | voelen     | feel                                     |
| huevo             | Ei         | Ei        | ei         | egg (inglés medio ey)                    |
| final             | Ende       | Ende      | einde      | end                                      |
| corazón           | Hart       | Herz      | hart       | heart                                    |
| amigo             | Fründ      | Freund    | vriend     | friend                                   |
| profundo          | deep       | tief      | diep       | deep                                     |
| alma              | Seel       | Seele     | ziel       | soul                                     |
| bonito            | schöne     | schön     | schoon     | beautiful (inglés medio sheen)           |
| vida              | Leven      | Leben     | leven      | life                                     |
| muerte            | Dood       | Tod       | dood       | death                                    |
| buscar            | söken      | suchen    | zoeken     | seek                                     |
| ir                | gahn       | gehen     | gaan       | go                                       |
| venir             | kamen      | kommen    | komen      | come                                     |
| seguir            | folgen     | folgen    | volgen     | follow                                   |
| lado              | Sied       | Seite     | zijde      | side                                     |
| cosa              | Ding       | Ding      | ding       | thing                                    |
| espina            | Doorn      | Dorn      | doorn      | thorn                                    |
| bueno             | good       | gut       | goed       | good                                     |
| malvado           | övel       | übel      | euvel      | evil                                     |
| duro              | hart       | hart      | hard       | hard                                     |
| blando            | sacht      | sacht     | zacht      | soft                                     |
| pobre             | arm        | arm       | arm        | poor (inglés medio arm)                  |
| dormir            | slapen     | schlafen  | slapen     | sleep                                    |
| amar              | lieben     | lieben    | liefhebben | love                                     |
| odiar             | haten      | hassen    | haten      | hate                                     |